# Biófilo Panclasta
Vicente Rojas Lizcano (Chinácota, 26 de octubre de 1879-Pamplona, Colombia, 1 de marzo de 1942), cuyo pseudónimo fue Biófilo Panclasta, fue un escritor, activista político y anarquista colombiano. En 1904 comenzó a usar el pseudónimo con el que sería reconocido: Biófilo, amante de la vida, y Panclasta, enemigo de todo. Estuvo en más de cincuenta países avivando las ideas anarquistas y participando en manifestaciones obreras y sindicales, en las que pudo trabar amistad con personajes como Kropotkin, Máximo Gorki y Lenin.

## Biografía

### Primeros años
Hijo de Bernardo Rojas y Simona Lizcano, una mujer obrera, Biófilo inicia sus estudios en el Bachillerato de Pamplona, ciudad cercana a Chinácota. De 1897 a 1898 ingresa a la Escuela Normal de Bucaramanga, de la que es expulsado por crear un pequeño periódico que se manifestaba en contra de la reelección del presidente Miguel Antonio Caro.

### Participación en la revolución venezolana
En 1899 deja la escuela y viaja a Venezuela y, junto con Eleazar López Contreras, funda la primera Escuela Pública en la población de Capacho Nuevo, capital del municipio Independencia (Estado Táchira). Ese mismo año se enrola en el ejército del militar venezolano Cipriano Castro al frente de la Revolución Restauradora, quien tenía como objetivo derrocar al presidente Ignacio Andrade. Pronto se aleja de sus huestes y viaja por Venezuela en compañía de otros grupos revolucionarios que merodeaban Trujillo, Portuguesa, Cojedes y Carabobo. A la ciudad de Valencia llega en enero de 1900. En noviembre de 1904 se traslada a la ciudad colombiana de Barranquilla, en calidad de coronel del ejército de Cipriano Castro; y ofrece sus servicios como militar en respaldo de las fuerzas colombianas que combaten a los separatistas panameños apoyados por los Estados Unidos.

### Primeros contactos con el anarquismo
En 1906 viaja a Buenos Aires, en Argentina. Allí comienza sus contactos con el pensamiento anarquista y socialista, asistiendo a reuniones y escribiendo en periódicos especializados. Ese mismo año parte para Europa como delegado de la Federación Obrera Regional Argentina al congreso obrero de Ámsterdam. En Holanda es invitado por el grupo Estudios Sociales para que refute una conferencia de Bestraud titulada La anarquía contra la vida.

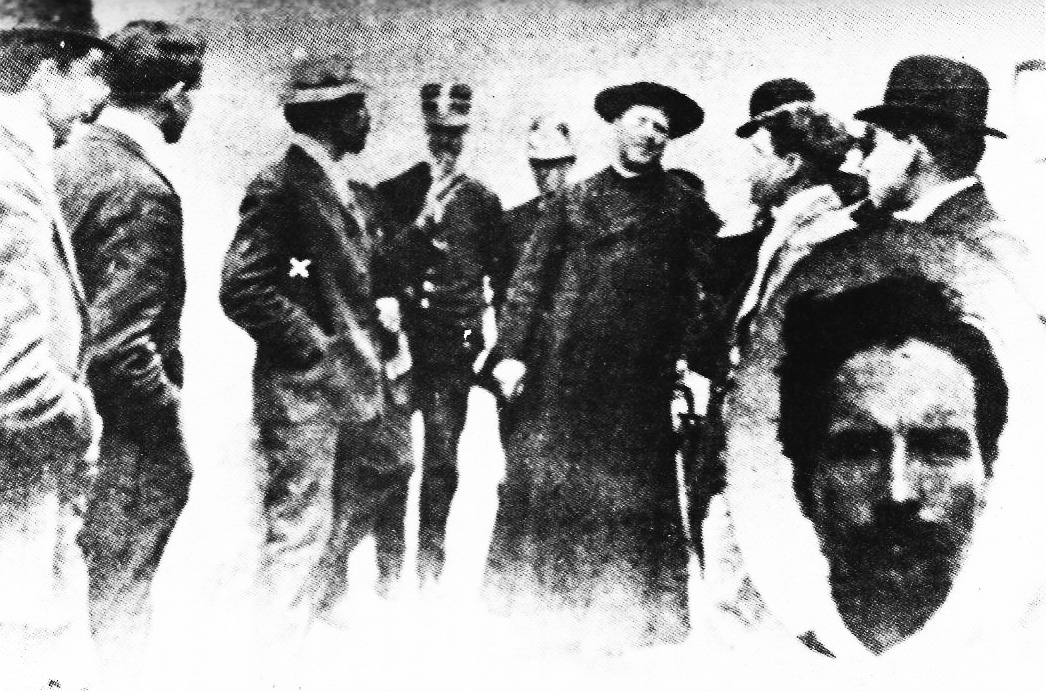
Biófilo Panclasta (tercero de izquierda a derecha, también ampliado de frente en el extremo derecho) expone su pensamiento desde la cárcel, en 1911.

### Actividad revolucionaria en Colombia
En 1908 es desterrado de España por petición del presidente colombiano Rafael Reyes. Llega a Puerto Colombia con el fin de seguir luego a Bogotá; sin embargo, opta por viajar y refugiarse en Panamá, de donde es nuevamente desterrado por orden de Rafael Reyes. Es entregado en calidad de preso a las autoridades colombianas. De ahí en adelante Biófilo Panclasta sale de una cárcel para entrar en otra: estuvo preso en Cartagena (1909), Barranquilla (1910) y Bogotá (1911). Algunos organismos nacionales como el periódico Maquetas pidieron para él la pena de muerte, por considerarlo una persona perturbadora del orden.

### Retorno a Venezuela: Cárcel en el Castillo Libertador
“Los presos, que me habían visto, penetrar a la celda, tuvieron cuidado al entrar de no tropezar con mi cuerpo desfallecido y frío. Uno de ellos, palpó con su mano, mis carnes que no estremecieron, porque ya todo lo había sufrido del dolor y al observar que ni me movía, ni hablaba, exclamó entristecida y quedamente: 'a éste, lo colgaron en la Policía y lo trajeron a morir aquí'”

Biófilo regresa a la ciudad venezolana de Valencia en 1914. Allí es apresado por realizar un discurso en una plaza pública, ensalzando a la nación francesa, días después que hubiese iniciado la Primera Guerra Mundial. En realidad, fue puesto preso por órdenes de personas leales al presidente Juan Vicente Gómez, quien había sucedido a Cipriano Castro, amigo de Panclasta, luego de un golpe de Estado. Durante los siete años que estuvo encarcelado, Biófilo pasó trabajos, penurias y hambre, según fuesen los deseos del alcaide de turno.
Compartió sus años en prisión con diversos presos políticos venezolanos, muchos de los cuales murieron en esa cárcel. En 1921, bajo la tutela de un alcaide asignado por el recién nombrado gobernador del Estado de Carabobo José Antonio Baldó, Biófilo fue trasladado al Castillo Libertador, donde fue tratado humanamente y liberado a los pocos meses.

### Actividad revolucionaria en el mundo
En 1923, dos años después de haber salido de la cárcel de Valencia, Biófilo es nombrado delegado de la Asociación Anarquista Mexicana, por lo que viaja a Barcelona para participar en un congreso. Allí propone un proyecto denominado Operación Europa, el cual consiste en:

“[...] la formación de un comité internacional encargado de ordenar, planear y ejecutar en un mismo día el asesinato del zar de Bulgaria, el emperador de Inglaterra, del rey de Italia, del rey de Egipto, el arzobispo de México, del presidente de Francia, del cardenal arzobispo de Toledo y de Léon Daudet.”

Al año Siguiente viaja a São Paulo con el fin de organizar una huelga de cafeteros, pero es nuevamente encarcelado y trasladado a la ciudad de Cayena, de donde se fuga. La Liga de los Derechos del Hombre le envía a la isla de Martinica. Luego de visitar fugazmente cincuenta y dos países regresa a Colombia. Allí es nuevamente apresado junto con el sindicalista Raúl Mahecha, en la ciudad de San Gil. Al año siguiente funda en Bogotá el Centro de Unión y Acción Revolucionaria cuyo lema es: ¡Revolucionarios de todos los ideales, uníos!.

### Últimos años
En 1934, Biófilo Panclasta se une a Julia Ruiz, una conocida pitonisa que laboraba en Bogotá. Se concentra en escribir para periódicos y conceder entrevistas, así como enviar cartas a varios presidentes de Latinoamérica. En enero de 1939 muere su compañera. Un año después, Biófilo intenta suicidarse en Barranquilla electrocutándose con los cables de la luz y degollándose con una navaja. En diciembre de ese mismo año, la policía de Bucaramanga decreta su expulsión de esta ciudad, por vago y alcohólico, terminando en Pamplona donde se convirtió en un personaje polémico. El 1 de marzo de 1943, Biófilo Panclasta muere en el Asilo de Ancianos de Pamplona a las diez de la mañana víctima de un fulminante paro cardíaco.

## Pensamiento anarquista
Las ideas de Biófilo Panclasta sobre el anarquismo fueron muy particulares. Osciló entre el anarquismo individualista, como lo denominaba Kropotkin, con una fuerte influencia de Max Stirner, y un anarquismo societario, el cual es posible reconocer en una serie de cartas que envió desde la prisión de Barranquilla, en 1910.
En un primer momento, Biófilo se consideró un individualista extremo, radical, muy de la mano de la idea del superhombre de Nietzsche, su filósofo predilecto; Biófilo detestaba al hombre-masa:

“Mi alma neopagana y de artista, mi temperamento de rebelde y de individualista, mi horror a las multitudes no podría infundir admiración en esa gran foule (masa) humana que no tiene otro mérito que el de haber sido arrebatada de las manos de sus amos de ayer por los que hoy la poseen para libertarla a su pesar.”

Para Panclasta, la lucha social que él realizaba no era por los otros, sino para él mismo, para sentirse vivo. La lucha por los otros le permitía desplegar, según él, todas sus capacidades de acción, amor u odio.
A pesar de su fuerte postura anarcoindividualista, Biófilo fue muy crítico con ésta, llegando a identificarse con el anarquismo societario. Las apreciaciones de Biófilo sobre ambas corrientes del anarquismo son congruentes con su modo de pensamiento, el de alguien que detestaba los extremos absolutos, que consideraba que el hombre no es un ser totalmente social o individual; procuraba distanciarse de cualquier forma de militancia política, así fuese una organización anarquista. En una conversación con Kropotkin, le manifestó a este: 

“Yo no soy un anarquista, le decía yo a Kropotkin, yo soy yo. Yo no dejo una religión por otra, un partido por otro, un sacrificio por otro. Yo soy un espíritu liberado, egoista. Yo obro como yo siento, yo no tengo más causa que la mía.”
Biófilo Panclasta

El modo de pensar de Biófilo Panclasta demuestra que, más que un hombre de ideas, era un hombre de acción. Biófilo se valía de la necesidad que tenían los hombres de liberarse de la opresión para poder actuar desde allí; para él, las organizaciones eran efectivas sólo en la práctica, no en aspectos programáticos sino al calor de los intereses de los seres humanos, lo que él denominaba intereses de situación.

## Obras

### Libros
- (1932). Siete años enterrado vivo en una de las mazmorras de Gomezuela: Horripilante relato de un resucitado. Bogotá: Tipografía La Libertad.
- (1929). Mis prisiones, mis destierros y mi vida. Bogotá: Águila Negra Editorial.

### Artículos de prensa
- (1940). Recordando lo pasado. Periódico El Deber, N.º 5004.
- (1936). ¡En marcha! Desde la mesa. Periódico El Diario Nacional, N.º 8119.
- (1936). La fatalidad de ciertos nombres. Periódico El Diario Nacional, N.º 8112.
- (1935). Una injusticia. Periódico La Democracia.
- (1935). En Marcha. Periódico El Diario Nacional, N.º 8105.
- (1935). Renacimiento. Periódico La Democracia, N.º 91.
- (1935). Una injusticia: remitido. Periódico La Democracia, N.º 75.
- (1931). Más papista que el Papa. Periódico Gil Blas, N° 6119.
- (1928). Yo RATIFICO, no rectifico. Periódico El Socialista, N° 356.
- (1928). Comprimidos psicológicos de los revolucionarios criollos. Periódico Claridad, N° 52, 53, 54, 55 y 56.
- (1912). Y sueños de ambición. Periódico El Domingo, N° 166.
- (1910). Alba roja. Periódico Nuevo Rumbo, N° 52.

### Cartas
- (1936). Dos misivas Al presidente Alfonso López Pumarejo, una solicitando su mediación en la expedición de un pasaporte para viajar a Venezuela, y otra de agradecimiento por la ayuda prestada.
- (1936). A Eleazar López Contreras, presidente de Venezuela, sobre política.[8]
- (1930). Carta abierta a Enrique Olaya Herrera: Los parias del derecho: ¿voces del desierto?.
- (1910). Simiente roja. Periódico Nuevo Rumbo, N° 52.
- (1910). Los crímenes contra el pensamiento. Periódico Nuevo Rumbo, N° 47.
- (1910). En marcha.... Periódico El Pueblo, N° 248.
- (1910). Habla Biófilo Panclasta. Periódico Gil Blas, N° 17.
- (1910). Datos autobiográficos de Panclasta. Periódico El Pueblo, N° 219.

### Poemas
- (1935). Cómo es Colombia. Periódico La Democracia, N.º 92.
- (1920). Carcelarias. Periódico Nuevo Rumbo, N° 42.
- (1912). Efímeras. Periódico El Domingo, N° 166.